# Cushmanidea pauciradialis
Cushmanidea pauciradialis är en kräftdjursart som beskrevs av Joseph Swain 1967. Cushmanidea pauciradialis ingår i släktet Cushmanidea och familjen Cushmanideidae. Inga underarter finns listade i Catalogue of Life.